# Young Mania Rating Scale
Die Young Mania Rating Scale (YMRS) ist ein Fragebogen zur Fremdbeurteilung der Ausprägung manischer Symptome. Der Fragebogen wurde von Young und Kollegen im Jahr 1978 entwickelt. Er umfasst 11 Fragen, die von einem in der Beurteilung psychischer Störungen erfahrenen Untersucher beantwortet werden sollen. Bei jeder Frage können Werte zwischen 0 und 4 Punkten vergeben werden. Vier der elf Fragen werden doppelt gewertet, so dass in der Summe maximal 60 Punkte vergeben werden können. Punktwerte von 20 oder mehr werden als Hinweis auf eine manische Symptomatik gewertet. Der Fragebogen gilt als Goldstandard bei der Erfassung manischer Symptome und wird bei der Beurteilung der Wirkung antimanischer Medikamente eingesetzt. Der Fragebogen wird in der Leitlinie zur Diagnostik und Therapie bipolarer Störungen erwähnt. Es liegt eine validierte deutschsprachige Übersetzung vor.